# Eburia quadrimaculata
Eburia quadrimaculata es una especie de escarabajo longicornio del género Eburia, tribu Eburiini, familia Cerambycidae. Fue descrita científicamente por Linné en 1767.
Se distribuye por Cuba, Guadalupe, Islas Vírgenes Británicas, Jamaica y Puerto Rico.

## Descripción
La especie mide 17,5-22,5 milímetros de longitud. El período de vuelo ocurre en el mes de abril.